# Slimminge (Skåne)
|  | For landsbyen af samme navn i Køge Kommune på Sjælland se Slimminge (Køge Kommune) |
Slimminge er en landsby i Skurups kommun, Skåne län, Sverige.
Slimminge ligger ved Romeleåsens fod. Byen har skole. Slimminge Kirke fra 1807 ligger midt i byen. Halvvejs til Skurup ligger Johannamuseet.

## Eksterne links
- Johannamuseet
- Slimminge Byalag

55°30′35″N 13°33′0″Ø / 55.50972°N 13.55000°Ø